# ايه النظام (فلم)
ايه النظام فيلم مصري إنتاج عام 2006.

## قصة الفيلم
تدور أحداث الفيلم في إطار كوميدي حول فتاتين معجبتين بفيلم «للرجال فقط»، الذي قامت ببطولته سعاد حسني ونادية لطفي، ويدفعهما هذا الإعجاب لتزوير بطاقات شخصية لشابين يتضح أنهما هاربان من التجنيد، فيتم القبض عليهما وايداعهما بأحد معسكرات الأمن المركزي، حيث تحدث العديد من المواقف الصعبة.

## بطولة
- نشوى مصطفى
- عمرو مهدي
- إيناس النجار
- هشام سالم
- عبد الله مشرف
- محمود طوبار
- حسن عبد الفتاح
- تامر سمير
- مصطفى هريدي
- ثريا إبراهيم
- فتحي سعد
- جميلة عزيز
- خالد حمزاوي

## روابط خارجية
- مقالات تستعمل روابط فنية بلا صلة مع ويكي بيانات